# مولوسوس
مقالات مرتبط: مولوسیان، اپیروس

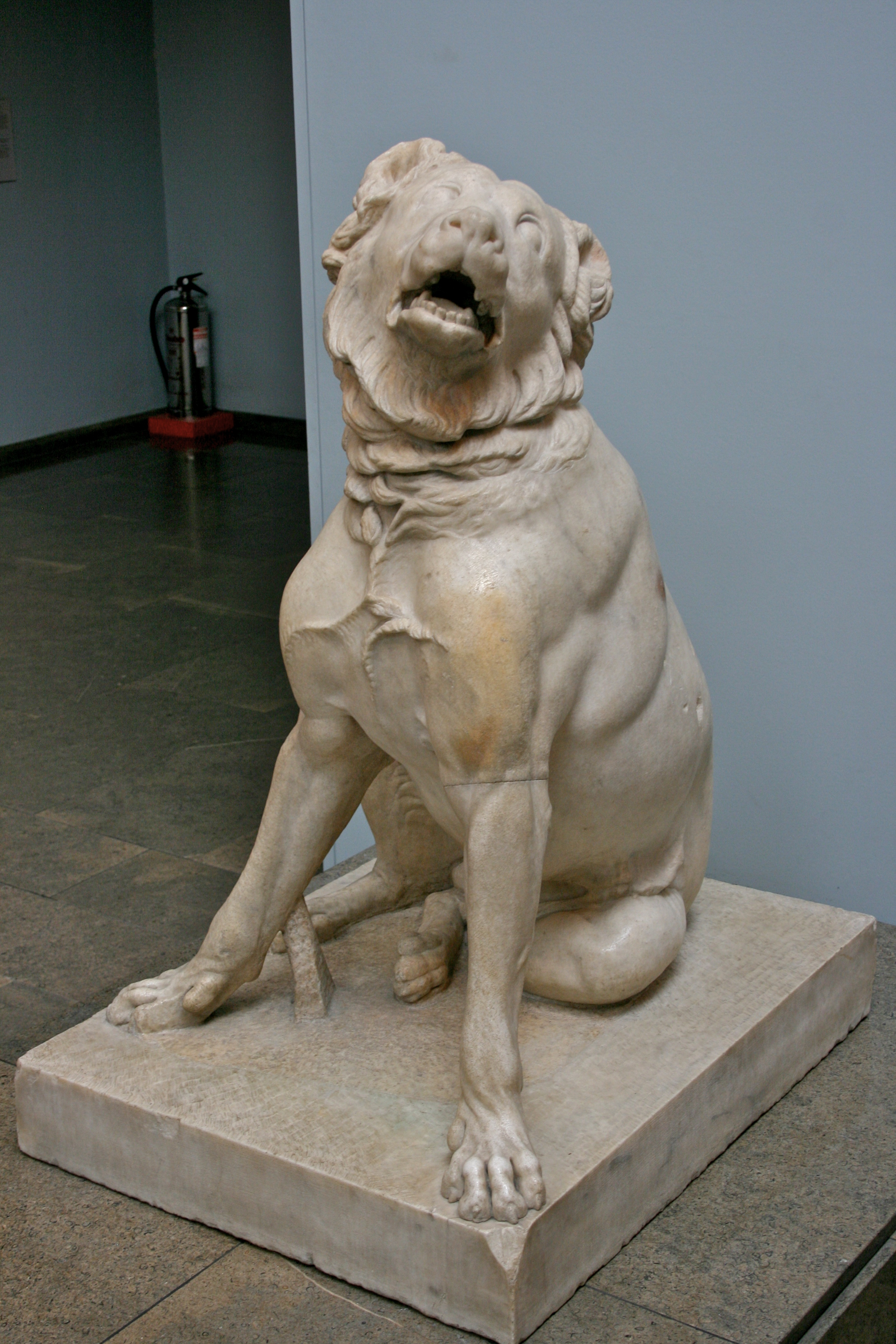
"سگ جنینگز"، یک کپی رومی از یک مجسمه برنز گمشده یونانی که در موزه بریتانیا به نمایش گذاشته شده‌است.

مولوسوس (به یونانی: Μολοσσός، رومی: Molossós)، همچنین به عنوان سگ شکاری مولوس و ماستیف اپیروسی شناخته می‌شود که یک نژاد سگ منقرض شده از یونان باستان است.

## تاریخ
این سگ‌ها در زمان یونان باستان و پادشاهی مولوسیایی که در منطقه اپیروس ساکن بودند نگهداری می‌شدند.
سگ‌های مولسوس در سراسر جهان باستان به دلیل بزرگی و وحشی بودنشان مشهور بودند و در ادبیات باستانی، از جمله نوشته‌های اریستوفان، ارسطو، گراتیوس، هوراس، لوکان، به‌طور مکرر از آنها نام برده شده‌است. لوکرتیوس، مارتیال، نمسیانوس، اوپیان آپامیا،پلاتوس، سنکا، استاتیوس، اووید، و ویرژیل. مولوسیان سکه‌های نقره ای با تصویر یک مولوس به عنوان نشان قبیله خود چاپ کردند.